# Clemar Bucci
Clemar Bucci Sr (Zenón Pereyra, 4 settembre 1920 – Buenos Aires, 12 gennaio 2011) è stato un pilota automobilistico argentino.
Partecipò a 5 Gran Premi del Mondiale di Formula 1 tra il 1954 e il 1955.

## Carriera
Nel 1938 iniziò a gareggiare con una Midget costruita da lui stesso.  Successivamente ha fatto corse con la vettura "Fuerza Limitada", vincendo a Pergamino.
Dopo aver vinto il Campionato Argentino nel 1947,è diventato il primo pilota argentino a gareggiare nel Gran Premio. Il suo miglior risultato in Europa è stato un terzo posto a Sanremo su Maserati, dietro ad Alberto Ascari e Luigi Villoresi.
Nel 1949 tornò nel suo paese e l'anno successivo gareggiò nel Gran Premio "Eva Perón" con un'Alfa Romeo 12C di 4.500 cm³ del 1937, finendo al 3º posto.
Nel 1954 tornò in Europa; questa volta per partecipare alla Formula 1.  Entrò a far parte della squadra Gordini e partecipò ai Gran Premi di Gran Bretagna, Germania, Svizzera e Italia.
L'anno successivo partecipò al Gran Premio d'Argentina, questa volta su Maserati, ma non riuscì nemmeno a portare a termine la gara.

Successivamente si ritirò dalle piste e si dedicò alla progettazione e costruzione di auto sportive. Costruì vari modelli di veicoli, tra i quali spiccava il Dogo SS-2000.
| 1954 | Scuderia       | Vettura    |  |  |  |  |     |     |     |     |  | Punti | Pos. |
| ---- | -------------- | ---------- |  |  |  |  | --- | --- | --- | --- |  | ----- | ---- |
| 1954 | Equipe Gordini | Gordini 16 |  |  |  |  | Rit | Rit | Rit | Rit |  | 0     |      |

| 1955 | Scuderia | Vettura       |     |  |  |  |  |  |  |  |  | Punti | Pos. |
| ---- | -------- | ------------- | --- |  |  |  |  |  |  |  |  | ----- | ---- |
| 1955 | Maserati | Maserati 250F | Rit |  |  |  |  |  |  |  |  | 0     |      |

| Legenda | 1º posto     | 2º posto | 3º posto    | A punti         | Senza punti/Non class.  | Grassetto – Pole position Corsivo – Giro più veloce |
| Legenda | Squalificato | Ritirato | Non partito | Non qualificato | Solo prove/Terzo pilota | Grassetto – Pole position Corsivo – Giro più veloce |